# 36 Atalante
36 Atalante eller A901 SB är en asteroid upptäckt av den tyske astronomen H. Goldschmidt den 5 oktober 1855 i Paris. Asteroiden har fått sitt namn efter Atalante, hjältinna inom grekisk mytologi.